# كلب آل باسكرفيل (فلم 1939)
كلب آل باسكرفيل  (بالإنجليزية: The Hound of the Baskervilles) فيلم من سلسلة أفلام شرلوك هولمز انتج عام 1939 مقنبس عن رواية كلب آل باسكرفيل وتدور أحداثه في دارتمور بديفون في غربي إنجلترا.

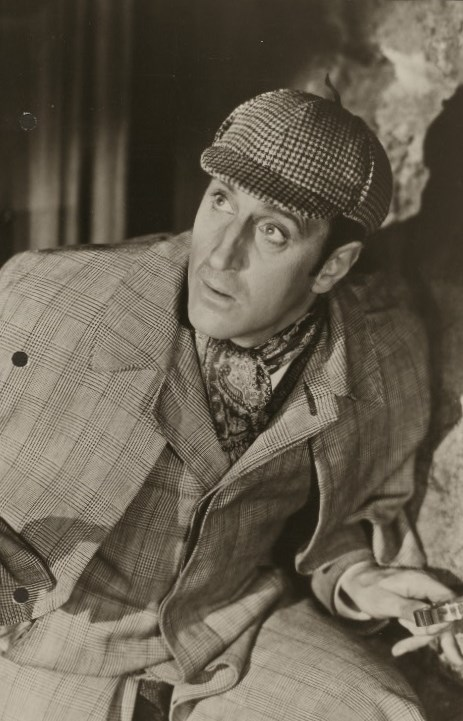
باسل راذبون في دور شيرلوك هولمز

## مقالات ذات صلة
- شرلوك هولمز
- كلب آل باسكرفيل

## روابط خارجية
- مقالات تستعمل روابط فنية بلا صلة مع ويكي بيانات